# 柏林現場
《柏林現場》（德語：Live aus Berlin）是德國重金屬樂團雷姆斯汀在1998年的演唱会录像，由于"Bück dich" 的争论的表演，在欧洲被分成18禁。